# Bennett (Virginia Occidental)
Bennett es un área no incorporada ubicada dentro del Distrito  Courthouse-Collins Settlement, una división civil menor del condado de Lewis (Virginia Occidental), Estados Unidos. Está catalogada como un asentamiento humano por la Junta de Nombres Geográficos de los Estados Unidos.
El número de identificación (ID) asignado por el Servicio Geológico de Estados Unidos es 1549589.

## Geografía
Se encuentra a una altitud de 246 m s. n. m. (807 pies) según el conjunto de datos de elevación nacional.